# Multinational Division South (MND-S)
Istituita ufficialmente il 15 giugno 2025, la Multinational Division South (MND-S) è un Comando multinazionale con sede a Firenze, presso la caserma "Alessandro Predieri". Questa entità è il frutto del processo di multinazionalizzazione della Divisione "Vittorio Veneto". L'Italia costituisce il nucleo principale, fornendo circa il 70% del personale, affiancata da contributi militari provenienti da undici Paesi membri della NATO: Albania, Croazia, Francia, Gran Bretagna, Grecia, Polonia, Portogallo, Romania, Slovenia, Turchia e Ungheria.

## La storia
La MND-S è il risultato diretto del "Pacchetto per il Sud" (Package on the South), un accordo raggiunto al Vertice NATO del 2018 per un approccio strategico più mirato verso il Medio Oriente e il Nord Africa.
Nell'ottobre 2019, l'iniziativa italiana di istituire la MND-S all'interno della NATO Force Structure (NFS) è stata accolta favorevolmente dai Paesi NATO. La Divisione "Vittorio Veneto" dell'Esercito Italiano è stata designata quale base per lo sviluppo di questo nuovo comando multinazionale.
Il 3 giugno 2024, l'approvazione della Direttiva Strategica della NATO da parte del SACEUR ha segnato l'inizio ufficiale del processo di costituzione della MND-S, definendone missione, compiti e percorso di certificazione.
La formalizzazione della nascita della MND-S nella NATO Force Structure è avvenuta il 15 giugno 2025, con l'Activation Order del North Atlantic Council (NAC) del 19 giugno 2025. Il 10 luglio 2025, la caserma "Predieri" ha ospitato la cerimonia del primo innalzamento del vessillo NATO.
Dal 1º luglio 2025, la MND-S funge anche da Comando della Componente Terrestre (Land Component Command – LCC) della Allied Reaction Force della NATO, operando sotto la diretta dipendenza di NRDC-ITA.

## I compiti
La MND-S, operando all'interno della NATO e sotto il controllo operativo del LANDCOM, ha il compito di esercitare il Comando e Controllo (C2) sulle unità a lei subordinate. Mettendo a disposizione le risorse del proprio Quartier Generale, la MND-S conduce operazioni militari terrestri, contribuendo attivamente all'intero spettro delle missioni e operazioni dell'Alleanza.
In tal modo, supporta pienamente i tre Compiti Fondamentali della NATO: deterrenza e difesa, prevenzione e gestione delle crisi, e sicurezza cooperativa.

## Lo stemma
L'emblema della MND-S) vanta una ricca storia, ereditando elementi dalle insegne delle Divisioni "Vittorio Veneto" e "Friuli". Il suo design distintivo presenta uno scudo blu, su cui spicca un gladio centrale color oro, simbolo di forza. Nella parte superiore dello scudo, anch'esse dorate, sono visibili delle foglie di quercia, che rappresentano il coraggio. Dietro il gladio si trova rosa dei venti (compass) dell'Alleanza, a indicare chiaramente l'appartenenza della MND-S alla NATO Force Structure. Due stelle posizionate sotto il manico del gladio sottolineano il livello di comando, ovvero "Divisione". Ai lati interni dello scudo, la dicitura "Multinational Division South" completa l'identità dell'emblema. 
Il motto della MND-S, "Victoria Nobis Vita" (dal latino: "La Vittoria è la nostra vita"), rende omaggio idealmente alla Divisione "Vittorio Veneto", che ha costituito il nucleo fondamentale per la creazione di questo comando multinazionale.